# Brian Lopes

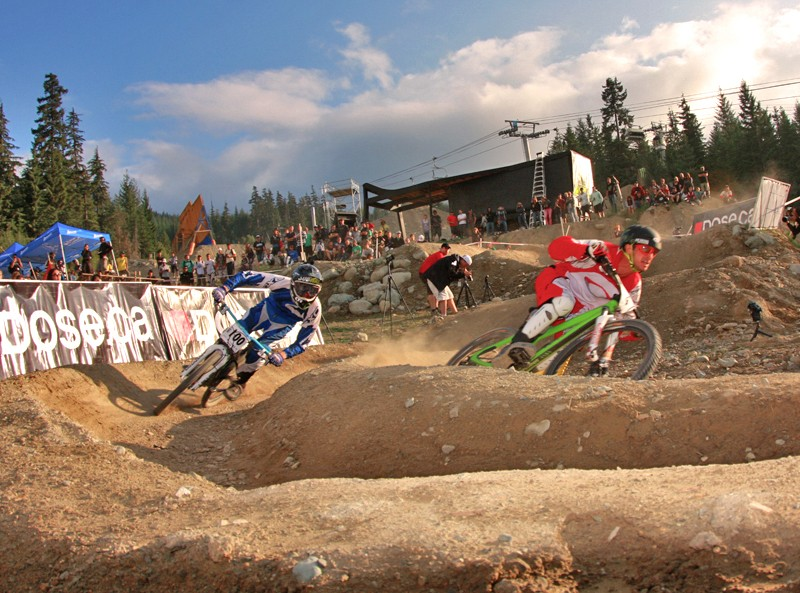
Lopes durant une épreuve de dual-slalom

Brian Lopes, né le 6 septembre 1971 à Mission Viejo en Californie, est un cycliste américain, spécialiste du VTT et en particulier du 4-cross. 
Il est admis au Mountain Bike Hall of Fame en 2008.

## Biographie
Il a notamment remporté durant sa carrière trois titres de champion du monde de 4-cross, un de dual-slalom et 6 coupes du monde au total.

## Palmarès

### Championnats du monde
- Dual-slalom (1)
  - Champion du monde en 2001
  - 2e en 2000
- 4-cross (3)
  - Champion du monde en 2002, 2005 et 2007
  - 3e en 2003

### Coupe du monde
- Coupe du monde de dual-slalom (3)
  - 1er en 1998 (3 manches)
  - 2e en 1999 (4 manches)
  - 1er en 2000 (7 manches)
  - 1er en 2001 (5 manches)
- Coupe du monde de 4-cross (3)
  - 1er en 2002
  - 2e en 2004
  - 1er en 2005 (2 manches)
  - 1er en 2007 (3 manches)
- Coupe du monde de cross-country eliminator
  - 2012 : vainqueur d'une manche